# Mega Top 50
La Mega Top 50 è una classifica settimanale olandese trasmessa dalla stazione radio 3FM. La prima hit parade dei Paesi Bassi fu trasmessa il 30 novembre 1963 dall'emittente pubblica VARA col nome di Tijd voor Teenagers Top 10 e presentata da Herman Stok. Il 23 maggio 1969 Joost den Draayer (pseudonimo di Willem van Kooten), un disc jockey famoso nei Paesi Bassi in quegli anni, ebbe la possibilità di presentare Hilversum 3 Top 30 su VPRO. Nel mese di dicembre 1970 la NOS si incaricò di diffondere il programma e di stilare l'hit parade. Nel 1974 le emittenti pubbliche decisero di produrre l'hit parade che si presentò con un nome nuovo, la Nationale Hitparade. A cavallo degli anni 70-80 il programma di televisivo TopPop si servì di questa hit parade da quel momento composta dalla società di autori e di compositori olandese Buma/Stemra. L'attuale disc jockey che presenta la Mega Top 50, in onda sull'emittente AVROTROS, è Jorien Renkema.

## I nomi dell'hit parade pubblica
Durante gli anni la classifica pubblica ha assunto diversi nomi e avuto diverse lunghezze. La Mega Top 50 discende in linea directa dal Hilversum 3 Top 30.
- 1969-1974: Hilversum 3 Top 30 (dal 2 avril 1971 il nome ha cambiato in Daverende 30)
- 1974-1993: Nationale Hitparade
  - 1974-1978 Nationale Hitparade (top 30)
  - 1978-1987 Nationale Hitparade (top 50)
  - 1987-1989 Nationale Hitparade Top 100
  - 1989-1993 Nationale Top 100
- 1993 - 1996: Mega Top 50
- 1997 - 2002: Mega Top 100
- 2003 - ora: Mega Top 50

## 50 anni di hit parade pubblica
Per celebrare l'anniversario dell'hit parade il disc jockey ha scritto un libro dal titolo Mega Top 50 presenteert 50 jaar hitparade (traduzione: Mega Top 50 presenta 50 anni di hit parade). Il libro enumera le hits che si trovano nelle hit parade della radio pubblica olandese dal novembre 1963 al novembre 2013. Per una trasmissione radio legata all'evento si sono ritrovati alcuni degli ex-presentatori della hit parade. Fino al di maggio 2004 le hit parade furono compilate solo  sulla base di vendite di dischi fisici mentre successivamente i download, gli airplay e gli stream giocano un ruolo nella composizione del Mega Top 50. Fino al 2010 responsabile della composizione del Mega Top 50 è stato GFK Dutch Charts e da allora l'organizzazione SoundAware ne ha preso il posto.

### CD-ROM
| Anno | Titolo                   | Editore                     | Descrizione del contenuto                                         | ISBN               |
| ---- | ------------------------ | --------------------------- | ----------------------------------------------------------------- | ------------------ |
| 2006 | Mega Hitparade 1946-2006 | Softmachine Publishing Int. | Liste integrale delle hit parade neerlandesi degli anni 1946-2006 | ISBN 90-76725-15-2 |